# Idioma archi
Archi / ɑːr ˈ tʃ iː / es una lengua del Cáucaso nororiental hablada por Archis en el pueblo de Archib , al sur de Daguestán , Rusia , y los seis pueblos más pequeños de los alrededores.
Archi es una lengua inusual por sus muchos fonemas y por su contraste entre varias fricativas laterales velares sordas , /𝼄, 𝼄ʷ, 𝼄ː, 𝼄ːʷ/ , africadas laterales velares sordas y eyectivas , /k͡𝼄, k͡𝼄ʷ, k͡𝼄ʼ, k͡𝼄ʷʼ/ , y una fricativa lateral velar sonora, /ʟ̝/ . Es una lengua ergativo-absolutiva con cuatro clases de sustantivos y tiene un sistema morfológico notable con irregularidades en todos los niveles. Matemáticamente, hay 1.502.839 formas posibles que se pueden derivar de una sola raíz verbal.

## Gramática
Los sustantivo del Archi se declinan por número (singular o plural) y por uno de los 10 casos regulares y 5 casos locativos que pueden tomar uno de los 6 sufijos direccionales. Hay cuatro clases de sustantivos , que solo son evidentes a partir de la concordancia verbal .

### Casos
| Caso         | Sufijo  | Singular         | Plural             |
| ------------ | ------- | ---------------- | ------------------ |
| Absolutivo   | -∅      | baˁkʼ            | baˁkʼ-ur           |
| Ergativo     | -∅      | beˁkʼ-iri        | baˁkʼ-ur-čaj       |
| Genitivo     | -n      | beˁkʼ-iri-n      | baˁkʼ-ur-če-n      |
| Dativo       | -s, -sː | beˁkʼ-iri-s      | baˁkʼ-ur-če-s      |
| Comitativo   | -𝼄ːu    | beˁkʼ-iri-𝼄ːu    | baˁkʼ-ur-če-𝼄ːu    |
| Similativo   | -qˁdi   | beˁkʼ-iri-qˁdi   | baˁkʼ-ur-če-qˁdi   |
| Causal       | -šːi    | beˁkʼ-iri-šːi    | baˁkʼ-ur-če-šːi    |
| Comparativo  | -χur    | beˁkʼ-iri-χur    | baˁkʼ-ur-če-χur    |
| Partitivo    | -qˁiš   | beˁkʼ-iri-qˁiš   | baˁkʼ-ur-če-qˁiš   |
| Substitutivo | -k͡𝼄ʼəna | beˁkʼ-iri-k͡𝼄ʼəna | baˁkʼ-ur-če-k͡𝼄ʼəna |

Dependiendo de los detalles del análisis, los casos ergativo y absolutivo no siempre están marcados por un sufijo específico. Más bien, están marcados por el uso de raíces básicas (para el absolutivo) y oblicuas (para el ergativo) en ausencia de otros marcadores. También hay una serie de casos locativos en la que se combinan 6 sufijos de casos direccionales con 5 casos espaciales para producir un total de 30 combinaciones de casos y localización. Sin embargo, no constituyen 30 formas de casos distintas porque son fácilmente variables de un par de morfemas.
| caso de espacio       | Sufijo     | caso direccional                         | Sufijo |
| --------------------- | ---------- | ---------------------------------------- | ------ |
| Inesivo ("en")        | -aj / -a   | Esivo ("tal y como un")("en calidad de") | -∅     |
| Intrativo ("entre")   | - qˁ(a-)   | Elativo ("fuera de")                     | -š     |
| Superesivo ("sobre")  | -tːi- / -t | Lativo ("To"/"Into")                     | -k     |
| Subesivo ("debajo")   | -k͡𝼄ʼ(a-)   | Adlativo ("hacia")                       | -ši    |
| Pertingente ("tocar") | -ra-       | Terminativo (especifica el límite)       | -kena  |
|                       |            | Translativo (Indica cambio)              | -χutː  |

### Clases de sustantivos
Las cuatro clases de sustantivos de Archi solo son evidentes a partir de la inflexión verbal. Esta tabla resume las clases de sustantivos y su morfología verbal asociada:
| Clase | Descripción                                                      | Singular | Singular | Plural  |
| Clase | Descripción                                                      | Prefijos | Infijo   | Prefijo |
| ----- | ---------------------------------------------------------------- | -------- | -------- | ------- |
| I     | hombre humano                                                    | w-       | ⟨w⟩      | b-      |
| II    | mujer humana                                                     | d-       | ⟨r⟩      | b-      |
| III   | todos los insectos, algunos animales, y algunas cosas inanimadas | b-       | ⟨b⟩      | ∅-      |
| IV    | Abstractos, algunos animales, y algunas cosas inanimadas         | ∅        | ∅        | ∅-      |

## Alfabeto
Hasta hace poco el Archi no tenía escritura oficial, salvo en estudios de especialistas que utilizaban el alfabeto latino. En 2006, el Grupo de Morfología de Surrey desarrolló un alfabeto cirílico para el Archi basado en el alfabeto del idioma Avar, que se utiliza en el Diccionario Archi-Ruso-Inglés junto con una transcripción AFI.
| letras base | Letras derivadas y su pronunciación en IPA | Letras derivadas y su pronunciación en IPA | Letras derivadas y su pronunciación en IPA | Letras derivadas y su pronunciación en IPA | Letras derivadas y su pronunciación en IPA | Letras derivadas y su pronunciación en IPA | Letras derivadas y su pronunciación en IPA | Letras derivadas y su pronunciación en IPA |
| letras base |                                            | AFI                                        | +в                                         | AFI                                        | +ӏ                                         | AFI                                        | +ӏв / long                                 | AFI                                        |
| ----------- | ------------------------------------------ | ------------------------------------------ | ------------------------------------------ | ------------------------------------------ | ------------------------------------------ | ------------------------------------------ | ------------------------------------------ | ------------------------------------------ |
| а           | А а                                        | /a/                                        |                                            |                                            | Аӏ аӏ                                      | /aˤ/                                       |                                            |                                            |
| а           | А́ а́                                        | /á/                                        |                                            |                                            | А́ӏ а́ӏ                                      | /áˤ/                                       | А́а а́а                                      | /áː/                                       |
| б           | Б б                                        | /b/                                        |                                            |                                            |                                            |                                            |                                            |                                            |
| в           | В в                                        | /w/                                        | varias otras, vea abajo                    | varias otras, vea abajo                    | varias otras, vea abajo                    | varias otras, vea abajo                    | varias otras, vea abajo                    | varias otras, vea abajo                    |
| г           | Г г                                        | /ɡ/                                        | Гв гв                                      | /ɡʷ/                                       | Гӏ гӏ                                      | /ʡ/                                        |                                            |                                            |
| г           | Гъ гъ                                      | /ʁ/                                        | Гъв гъв                                    | /ʁʷ/                                       | Гъӏ гъӏ                                    | /ʁˤ/                                       | Гъӏв гъӏв                                  | /ʁˤʷ/                                      |
| г           | Гь гь                                      | /h/                                        |                                            |                                            |                                            |                                            |                                            |                                            |
| д           | Д д                                        | /d/                                        | Дв дв                                      | /dʷ/                                       |                                            |                                            |                                            |                                            |
| е           | Е е                                        | /e/                                        |                                            |                                            | Еӏ еӏ                                      | /eˤ/                                       |                                            |                                            |
| е           | Е́ е́                                        | /é/                                        |                                            |                                            | Е́ӏ е́ӏ                                      | /éˤ/                                       | Е́е е́е                                      | /éː/                                       |
| ж           | Ж ж                                        | /ʒ/                                        | Жв жв                                      | /ʒʷ/                                       |                                            |                                            |                                            |                                            |
| з           | З з                                        | /z/                                        | Зв зв                                      | /zʷ/                                       |                                            |                                            |                                            |                                            |
| и           | И и                                        | /i/                                        |                                            |                                            | Иӏ иӏ                                      | /iˤ/                                       |                                            |                                            |
| и           | И́ и́                                        | /í/                                        |                                            |                                            | и́ӏ                                         | /íˤ/                                       | И́и и́и                                      | /íː/                                       |
| й           | Й й                                        | /j/                                        |                                            |                                            |                                            |                                            |                                            |                                            |
| к           | К к                                        | /k/                                        | Кв кв                                      | /kʷ/                                       | Кӏ кӏ                                      | /kʼ/                                       | Кӏв кӏв                                    | /kʷʼ/                                      |
| к           | кк                                         | /kː/                                       | ккв                                        | /kːʷ/                                      |                                            |                                            |                                            |                                            |
| к           | Къ къ                                      | /qʼ/                                       | Къв къв                                    | /qʷʼ/                                      | Къӏ къӏ                                    | /qˤʼ/                                      | Къӏв къӏв                                  | /qˤʷʼ/                                     |
| к           | ккъ                                        | /qːʼ/                                      |                                            |                                            | Ккъӏ ккъӏ                                  | /qːˤʼ/                                     |                                            |                                            |
| к           | Кь кь                                      | /k͡𝼄ʼ/, /ʟ̝/                                 | Кьв кьв                                    | /k͡𝼄ʷʼ/                                     |                                            |                                            |                                            |                                            |
| л           | Л л                                        | /l/                                        | Лӏв лӏв                                    | /k͡𝼄ʷ/                                      | Лӏ лӏ                                      | /k͡𝼄/                                       |                                            |                                            |
| л           | Лъ лъ                                      | /𝼄/                                        | Лъв лъв                                    | /𝼄ʷ/                                       |                                            |                                            |                                            |                                            |
| л           | Ллъ ллъ                                    | /𝼄ː/                                       | Ллъв ллъв                                  | /𝼄ːʷ/                                      |                                            |                                            |                                            |                                            |
| м           | М м                                        | /m/                                        |                                            |                                            |                                            |                                            |                                            |                                            |
| н           | Н н                                        | /n/                                        |                                            |                                            |                                            |                                            |                                            |                                            |
| о           | О о                                        | /o/                                        |                                            |                                            | Оӏ оӏ                                      | /oˤ/                                       |                                            |                                            |
| о           | О́ о́                                        | /ó/                                        |                                            |                                            | О́ӏ о́ӏ                                      | /óˤ/                                       | О́о о́о                                      | /óː/                                       |
| п           | П п                                        | /p/                                        |                                            |                                            | Пӏ пӏ                                      | /pʼ/                                       |                                            |                                            |
| п           | пп                                         | /pː/                                       |                                            |                                            |                                            |                                            |                                            |                                            |
| р           | Р р                                        | /r/                                        |                                            |                                            |                                            |                                            |                                            |                                            |
| с           | С с                                        | /s/                                        | Св св                                      | /sʷ/                                       |                                            |                                            |                                            |                                            |
| с           | Сс сс                                      | /sː/                                       | Ссв ссв                                    | /sːʷ/                                      |                                            |                                            |                                            |                                            |
| т           | Т т                                        | /t/                                        | Тв тв                                      | /tʷ/                                       | Тӏ тӏ                                      | /tʼ/                                       |                                            |                                            |
| т           | тт                                         | /tː/                                       |                                            |                                            |                                            |                                            |                                            |                                            |
| у           | У у                                        | /u/                                        |                                            |                                            | Уӏ уӏ                                      | /uˤ/                                       |                                            |                                            |
| у           | У́ у́                                        | /ú/                                        |                                            |                                            | У́ӏ у́ӏ                                      | /úˤ/                                       | У́у у́у                                      | /úː/                                       |
| х           | Х х                                        | /χ/                                        | Хв хв                                      | /χʷ/                                       | Хӏ хӏ                                      | /ʜ/                                        | Ххв ххв                                    | /χːʷ/                                      |
| х           | Хх хх                                      | /χː/                                       |                                            |                                            |                                            |                                            |                                            |                                            |
| х           | Хъ хъ                                      | /q/                                        | Хъв хъв                                    | /qʷ/                                       | Хъӏ хъӏ                                    | /qˤ/                                       | Хъӏв хъӏв                                  | /qˤʷ/                                      |
| х           |                                            |                                            |                                            |                                            | Хьӏ хьӏ                                    | /χˤ/                                       | Хьӏв хьӏв                                  | /χˤʷ/                                      |
| х           |                                            |                                            |                                            |                                            | Ххьӏ ххьӏ                                  | /χːˤ/                                      | Ххьӏв ххьӏв                                | /χːˤʷ/                                     |
| ц           | Ц ц                                        | /t͡s/                                       | Цв цв                                      | /t͡sʷ/                                      | Цӏ цӏ                                      | /t͡sʼ/                                      | Цӏв цӏв                                    | /t͡sʷʼ/                                     |
| ц           | Цц цц                                      | /t͡sː/                                      |                                            |                                            | Ццӏ ццӏ                                    | /t͡sːʼ/                                     |                                            |                                            |
| ч           | Ч ч                                        | /t͡ʃ/                                       | Чв чв                                      | /t͡ʃʷ/                                      | Чӏ чӏ                                      | /t͡ʃʼ/                                      | Чӏв чӏв                                    | /t͡ʃʷʼ/                                     |
| ч           |                                            |                                            |                                            |                                            | Ччӏ ччӏ                                    | /t͡ʃːʼ/                                     |                                            |                                            |
| ш           | Ш ш                                        | /ʃ/                                        | Шв шв                                      | /ʃʷ/                                       |                                            |                                            |                                            |                                            |
| щ           | Щ щ                                        | /ʃː/                                       | Щв щв                                      | /ʃːʷ/                                      |                                            |                                            |                                            |                                            |
| ы           | ы                                          | /ə/                                        |                                            |                                            |                                            |                                            |                                            |                                            |
| ъ           | ъ                                          | /ʔ/                                        | varios otros, ver arriba                   | varios otros, ver arriba                   | varios otros, ver arriba                   | varios otros, ver arriba                   | varios otros, ver arriba                   | varios otros, ver arriba                   |

## Otras lecturas
- Chumakina, Marina (2014). Семантическое согласование в арчинском языке [Semantic agreement in Archi]. In Plungyan V.A. et al (eds), Язык. Константы. Переменные. Памяти Александра Евгеньевича Кибрика [Language. Constants. Variables. In memoriam of A.E. Kibrik], 454-470. St Petersburg: Aleteya. (en ruso).
- Chumakina, Marina (2015). Archi. In Peter O. Müller, Ingeborg Ohnheiser, Susan Olsen & Franz Rainer (eds), Word formation: An international handbook of the languages of Europe (Handbooks of Linguistics and Communication Science, HSK40). Berlin: de Gruyter Mouton.
- Dirr, A. M. (1908). «Arčinskij jazyk». Sbornik materialov dlja opisanija mestnostej i plemen Kavkaza (en ruso). Tbilisi.
- Kaxadze, O. I. (1979). The Archi language and its relation to other Daghestan languages (en georgiano). Tbilisi: Mecniereba.
- Kibrik, Aleksandr E. (1972). «O formal'nom vydelenii soglasovatel'nyx klassov v arčinskom jazyke». Voprosy jazykoznanija (en ruso) 1: 124-31.
- Kibrik, Aleksandr E. (1977). Taksonomičeskaja grammatika (en ruso). vol. 2 of Opyt strukturnogo opisanija arčinskogo jazyka. Moscow: Izdatel'stvo moskovskogo universiteta.
- Kibrik, Aleksandr E. (1977). Dinamičeskaja grammatika (en ruso). vol. 3 of Opyt strukturnogo opisanija arčinskogo jazyka. Moscow: Izdatel'stvo moskovskogo universiteta.
- Kibrik, Aleksandr E. (1993). «Archi».  En R. Smeets, ed. Indigenous languages of the Caucasus. vol. 3. New York: Caravan Books. pp. 297-365.
- Kibrik, Aleksandr E. (1998). «Archi».  En Andrew Spencer; Arnold M. Zwicky, eds. The Handbook of Morphology. Blackwell Publishers. pp. 455-476.
- Kibrik, Aleksandr E.; Kodzasov, S. V.; Olovjannikova, I. P.; Samedov, D. S. (1977). Arčinskij jazyk. Teksiy i slovari (en ruso). Moscow: Izdatel'stvo moskovskogo universiteta.
- Kibrik, Aleksandr E.; Kodzasov, S. V.; Olovjannikova, I. P.; Samedov, D. S. (1977). Opyt strukturnogo opisanija arčinskogo jazyka. Tom 1. Leksika. Fonetika (en ruso). Moscow: Izdatel'stvo moskovskogo universiteta.
- Mikailov, K. Š. (1967). Arčinskij jazyk (en ruso). Maxachkala.
- Xajdakov, S. M. (1967). «Arčinskij jazyk». Jazyki narodov SSSR (en ruso). vol. 4. Moscow: Nauka.